# Trechus dietrichi
Trechus dietrichi är en skalbaggsart som beskrevs av Barr. Trechus dietrichi ingår i släktet Trechus och familjen jordlöpare. Inga underarter finns listade i Catalogue of Life.